# Johann von Güllenstein
Johann von Güllenstein (* 1682 auf Rügen; † 30. Oktober 1724 in Dresden), auch bekannt als Johann Koch von Güllenstein, war ein königlich-schwedischer Oberstleutnant. Sein Leben war durch persönliche Skandale, Gewaltverbrechen und seine spektakuläre Hinrichtung gekennzeichnet.
Johann Güllenstein wurde 1682 auf der Insel Rügen als Sohn bürgerlicher Eltern geboren. Zu dieser Zeit gehörte Rügen zu Schwedisch-Pommern und somit zur schwedischen Krone. Schon früh zeigte er eine Vorliebe für Theologie und sprach fließend sieben Sprachen. Trotz seiner akademischen Neigungen trat er aus Bewunderung des etwa gleichaltrigen schwedischen Königs Karl XII., der bereits im Alter von fünfzehn Jahren die Thronfolge antrat, in den Militärdienst ein. Seine Tapferkeit und seine hervorragenden Eigenschaften brachten ihm die Gunst des Königs ein, der ihn adelte und zum Oberstleutnant ernannte.
Während des schwedischen Einfalls in Sachsen im Jahr 1706, der im Rahmen des Großen Nordischen Kriegs stattfand, begann von Güllenstein eine Affäre mit der Tochter eines sächsischen Landedelmanns. Diese Affäre führte zu einer Schwangerschaft, und nachdem von Güllenstein Sachsen bereits verlassen hatte, brachte sie eine Tochter zur Welt, die den Namen Johanne Ulrike erhielt.
In der Schlacht bei Poltawa 1709 geriet von Güllenstein in russische Gefangenschaft. Diese Schlacht markierte einen entscheidenden Wendepunkt im Großen Nordischen Krieg, bei dem die schwedischen Truppen eine verheerende Niederlage gegen die russischen Streitkräfte unter Zar Peter dem Großen erlitten. Nach seiner Gefangenschaft konnte er sich in Bender in der heutigen Republik Moldau wieder König Karl XII. anschließen. Von Bender aus blieb er ständig an der Seite von König Karl XII. und begleitete ihn auf seinen weiteren Feldzügen. Er war auch bei der Belagerung von Frederikshald in Norwegen anwesend, als der König am 30. November 1718 unter mysteriösen Umständen während der Belagerung der Festung Fredriksten erschossen wurde. Von Güllenstein erlebte damit den Tod des Königs aus nächster Nähe, ein Ereignis, das nicht nur das Ende von Karls Herrschaft, sondern auch einen bedeutenden Wendepunkt im Großen Nordischen Krieg markierte.
Beständig unzufrieden mit der neuen Regierung nach dem Tod von König Karl XII., lebte von Güllenstein noch einige Jahre in Schweden. Während dieser Zeit geriet er in ein Duell mit einem Offizier, bei dem er seinen Kontrahenten tötete. Aufgrund dieses Vorfalls wurde er gezwungen, Schweden zu verlassen. Im Jahr 1722 kehrte er mit nur wenig Geld nach Sachsen zurück.
Unterdessen hatte seine Geliebte in Sachsen einen anderen Mann geheiratet und war verstorben. Eine Tatsache, die von Güllenstein erst bei seiner Rückkehr nach Sachsen erfuhr. Von Güllenstein besuchte die Eltern seiner verstorbenen Geliebten und traf seine mittlerweile fast sechzehnjährige Tochter zum ersten Mal. Berichten zufolge verliebte er sich in sie und versuchte, sie zu verführen, was er jedoch stets bestritt. Seine Briefe an das Mädchen lassen jedoch vermuten, dass seine Gefühle über ein rein väterliches Verhältnis hinausgingen. Als ihm verweigert wurde, das Mädchen zu sich zu nehmen, entschied er sich, sie zu entführen. Am 10. März 1723, um 7 Uhr morgens, besetzte Johann von Güllenstein zusammen mit drei sächsischen Offizieren die Gesindestube des herrschaftlichen Hauses in Oelsnitz. Er forderte die Herausgabe seiner Tochter von ihren Großeltern. Als diese sich weigerten, zog er in einem Wutanfall seinen Degen und tötete die Großmutter mit 13 Stichen. Den Großvater verletzte er schwer am Kopf und an der Schulter. Während des Angriffs gelang es dem Sohn der Großeltern, Alarm zu schlagen und im Dorf Hilfe zu holen. Daraufhin floh von Güllenstein mit seinen Mitstreitern.
Die Flucht endete jedoch bald, als er nur zwei Meilen hinter Elsterwerda festgenommen wurde. Bereits am 15. März 1723 wurde er nach Dresden gebracht und inhaftiert. Da seine Mitstreiter entkommen konnten, leugnete von Güllenstein zunächst den Mord. Erst als einer der Offiziere sich freiwillig stellte und gegen ihn aussagte, gestand er schließlich seine Tat. Er wurde schließlich für schuldig befunden und zum Tode verurteilt.
Johann von Güllenstein verhielt sich bei der Verkündung seines Todesurteils und während seiner Hinrichtung extrem rebellisch. Er behauptete, in der Gefangenschaft taub geworden zu sein, und weigerte sich, das Urteil zu lesen. Um ihm das Todesurteil unmissverständlich zu machen, wurde es ihm in großen Buchstaben vorgezeigt: „Du musst sterben.“ Daraufhin habe von Güllenstein angefangen, laut und wütend zu toben.
Trotz seines lutherischen Glaubens forderte er einen katholischen Prediger, den er jedoch verspottete. Am Abend vor seiner Hinrichtung habe er die ihm Lieder singenden Kreuzschüler verhöhnt und Besucher beleidigt.
Am Morgen seiner Hinrichtung am 30. Oktober 1724 musste er an Händen und Füßen gefesselt zum Rabenstein, einem Hinrichtungsplatz in Dresden getragen werden, da er sich weigerte aufzustehen. Während des gesamten Hinrichtungsprozesses schrie und fluchte er ununterbrochen. Trotz ständiger Bemühungen der Prediger blieb er unkooperativ. Auf dem Hinrichtungsplatz schlug und bespuckte er den Scharfrichter und weigerte sich, niederzuknien, sodass er auf einem Stuhl gefesselt werden musste. Trotz seines heftigen Widerstands gelang es dem Scharfrichter, ihn mit einem einzigen Hieb zu enthaupten.

## Verarbeitung in der Literatur
- Ernst Friedrich Schlegel: Güllensteinius Redivivus oder Curieuse und remarquable Nachricht Von dem bekandten Schwedischen Obrist-Lieutenant Joh. Koch von Güllenstein, So den 30. Octobr. 1724. in Dreßden öffentlich enthauptet worden ... Dem Publico zum besten mitgetheilt, Und einem ... mit falschen Nachrichten angefüllten Gespräche im Reiche der Todten entgegen gesetzt. Magdeburg Halle 1726 (slub-dresden.de).
- Besonders curieuses Gespräche Im Reiche derer Todten, Bestehend in einer Entrevuë Zwischen Den An. 1724. in Dreßden decollirten so genannten Schwedischen Obrist-Lieutenant Joh. Koch von Güllenstein, Und den 1726. ebenfalls in Dreßden aufn Alten-Marckt mit dem Rade zerschlagenen Priester-Mörder Frantz Laublern. Halle und Zerbst 1726 (wlb-stuttgart.de).